# Храм Воскресения Христова у Варшавского вокзала
Храм Воскресе́ния Христо́ва у Варша́вского вокза́ла — приходской православный храм в Адмиралтейском районе Санкт-Петербурга, на набережной Обводного канала, рядом с бывшим Варшавским вокзалом.
Относится к Санкт-Петербургской епархии Русской православной церкви, входит в состав Адмиралтейского благочиния.

## История

### Первый храм
Церковь Воскресения Христова Всероссийского Александро-Невского братства трезвости была заложена на этом месте 14 августа 1894 года в «память бракосочетания Их Величеств» Обществом распространения религиозно-нравственного просвещения. Этот временный храм был перенесённой с Николаевской улицы деревянной церковью и собран под руководством Сергея и Владимира Кондратьевых. Он был освящён 4 декабря 1894 года.
В 1896—1897 годах рядом было возведено трёхэтажное здание, в котором разместились школа и библиотека-читальня (архитектор Густав фон Голи).
В октябре 1897 года вторым священником к церкви был определён окончивший в тот год Санкт-Петербургскую духовную академию Александр Рождественский. 30 августа 1898 года отец Александр открыл при храме Александро-Невское общество трезвости, вскоре ставшее многочисленным, создавшим в столице несколько отделений (в 1914 году преобразовано во Всероссийское Александро-Невское братство трезвости).

### Современный храм

#### Строительство
С основанием Общества начался сбор денег на строительство новой, каменной церкви.
Постройка храма стала делом жизни известного петербургского жертвователя на строительство церквей Дмитрия Лаврентьевича Парфёнова. Храм строился под руководством строительной комиссии, возглавляемой им и Обществом религиозно-нравственного просвещения. Работа шла в условиях войны и государственной смуты с чрезвычайными трудностями. Однако строительство удалось завершить в срок. Поражённый успехом Парфёнова Государь пожаловал купца, минуя промежуточные чины, званием генерала.
Новое здание, строившееся по проекту академика архитектуры Германа Гримма при участии архитекторов Густава фон Голи и Андрея Гуна было заложено 25 июля 1904 года и через год практически закончено. Оно было облицовано декоративным кирпичом и отделано песчаником. Помещение церкви вмещало до 4000 человек.
11 мая 1906 года на шатровую колокольню высотой в 60 метров подняли 1000-пудовый колокол, названный «Отец Александр» в память о безвременно скончавшемся 5 июля 1905 года основателе Общества — священнике Александре Васильевиче Рождественском.
Главный придел был освящён 14 декабря 1908 года. Через неделю был освящён правый — святителя Николая, а левый — благоверного князя Александра Невского, вероятно, не был освящён, хотя в нём позднее были поставлены иконостас и престол.
Главный иконостас был создан по проекту Андрея Гуна, а образа для него писали ученики иконописной школы Комитета попечительства о русской иконописи. Наружную икону «Воскресение Христово» написал художник Сергей Шелков в 1909 году.
В 1913—1914 годах наружная отделка церкви была закончена. В следующие два года создавалась внутренняя масляная роспись (художник — профессор Василий Перминов). Основой для неё послужили картоны, по которым создавались мозаики Спаса на Крови.

#### Советский период
В августе 1922 — феврале 1923 года храм примкнул к Петроградской автокефалии, с 1923 года перешёл в Обновленческую церковь.
В 1930 году церковь Воскресения Христова была закрыта.
В храме были размещены службы трамвайного парка.

#### Восстановление

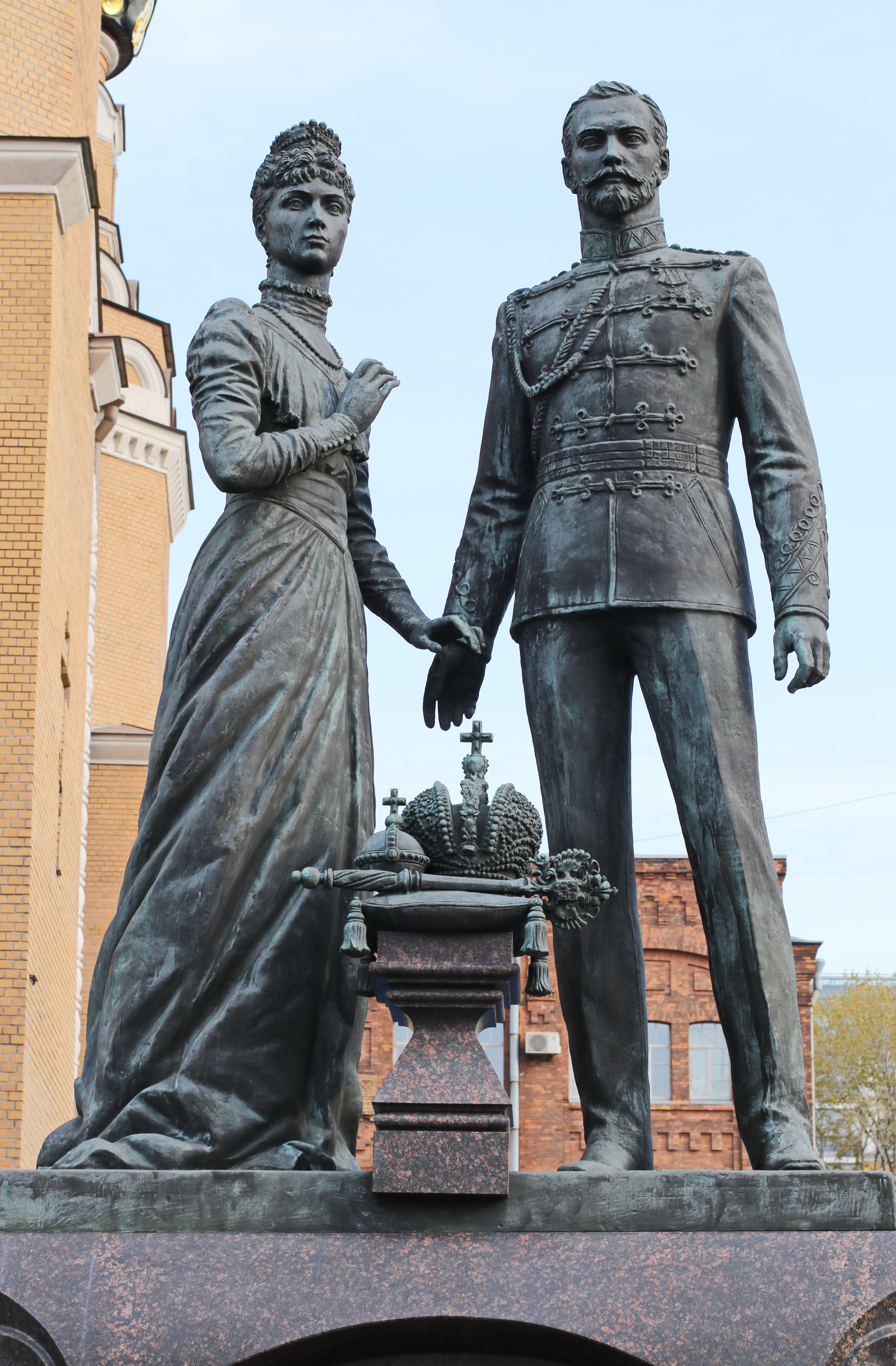
Памятник императору Николаю II и императрице Александре во дворе храма

Летом 1989 года церковь была возвращена верующим, и на Пасху 1990 года состоялось первое богослужение.
20 декабря 2008 года установлен новый крест на главном куполе. Проведён ремонт купола. Сделан иконостас (в соответствии с историческим первообразом и учётом архитектурных особенностей здания; архитектор В. Антипина). Продолжена расчистка росписей и отделка интерьеров
В 2013 году в честь 400-летия дома Романовых у храма с западной стороны был открыт памятник императору Николаю II и императрице Александре.

#### Часовни
К храму относились две часовни:
- при входе с канала,
- у главного фасада Варшавского вокзала, над иконой Спасителя, протягивающего руку утопающему апостолу Петру, кисти И.А. Коркина. Образ этот был установлен здесь 17 октября 1901 года в память чудесного спасения императорской семьи во время железнодорожного крушения в Борках под Харьковом 29 октября 1888 года. В 1902 году над ним по проекту генерал-майора Николая Нечаева на средства А. Н. Дорофина был сделан железный футляр в виде часовни. Часовня была снесена в 1925 году.

В 1904 году на другой стороне Обводного канала на месте убийства министра Вячеслава Плеве был устроен киот с иконой преподобного Серафима Саровского.

## Реликвии и святыни храма
До закрытия в храме особо почитались:
- Икона Воскресения Христова, пожертвованная патриархом Иерусалимским Дамианом. В ней имелась частица Гроба Господня.
- Икона Воскресения Христова, написанная на доске из мамврийского дуба и подаренная Русской духовной миссией в Иерусалиме.
- Икона преподобного Серафима Саровского, привезённая из Сарова.

## Традиции

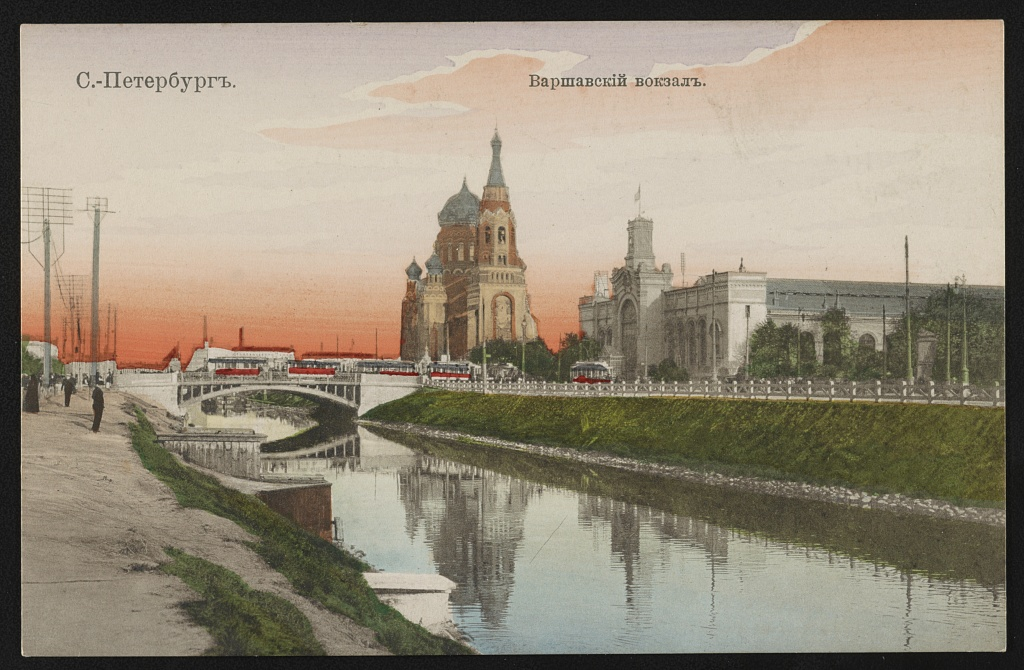

Общество традиционно устраивало крестные ходы от храма:
- На третий день по Пасхе — в Александро-Невскую лавру, к раке благоверного князя Александра Невского.
- В конце июня — в Троице-Сергиеву пустынь, к «преподобному Сергию».
- 15 августа, на Успение Богородицы — к железнодорожным мастерским.
- 20 августа — на соседний трубопрокатный завод.
- В конце августа — к Казанскому собору.

Возобновилась традиция обетов трезвости перед иконой Божией Матери «Неупиваемая Чаша».